# Akrisios

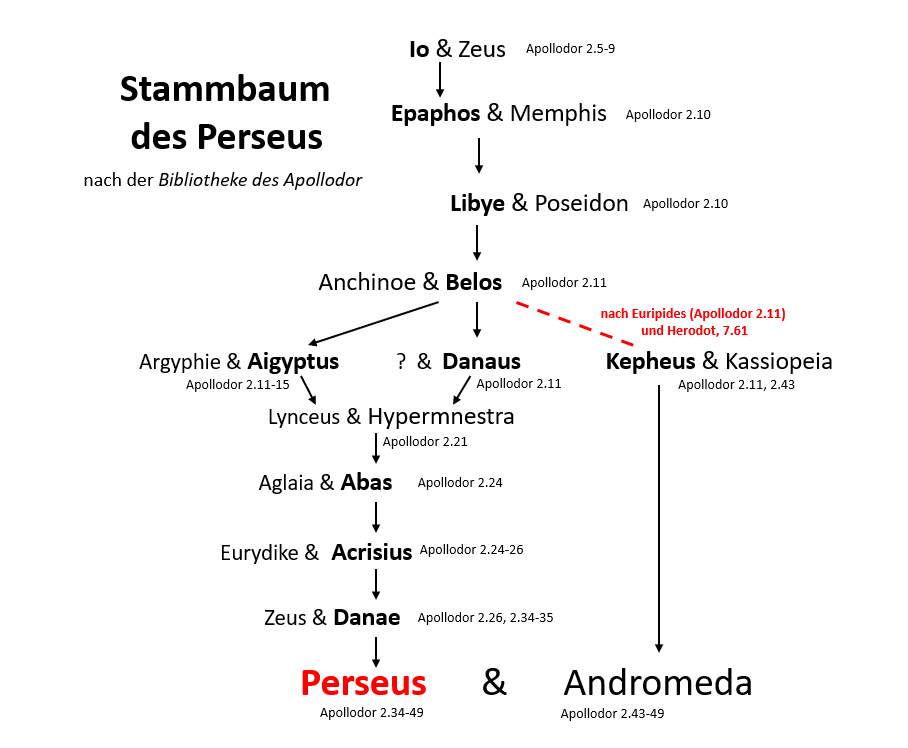
Stammbaum des Perseus und der Andromeda

Akrisios (altgriechisch Ἀκρίσιος Akrísios, lateinisch Acrisius) ist in der griechischen Mythologie ein König in Argos, der Urenkel des Danaos, Enkel der Hypermestra und des Lynkeus, Sohn des Abas und der Aglaia, Zwillingsbruder des Proitos, Vater der Danaë und somit Großvater des Perseus.

## Der Orakelspruch
Da er mit Aganippe oder Eurydike nur eine Tochter hatte, befragte er ein Orakel, das ihm weissagte, er werde keinen Sohn haben und sein Enkel werde ihm Leben und Thron rauben. Deshalb sperrte er seine Tochter Danaë mit ihrer Amme in ein unterirdisches, bronzenes Gemach, Kellergewölbe oder Turm. Zeus erkannte dennoch ihre Schönheit und kam zu ihr in Gestalt eines durch das Dach tröpfelnden Goldregens, wodurch Perseus gezeugt wurde. Als Akrisios nun bemerkte, dass seine Tochter dennoch schwanger geworden war oder nach anderer Erzählung bereits den Perseus geboren hatte, ließ er ihre Amme töten und zwang Danaë am Altar des Zeus, den Namen des Vaters zu bekennen – er fürchtete und hoffte zugleich, seine Vermutung bestätigt zu finden. Als seine Tochter jedoch den Zeus als Vater angab, glaubte er ihr nicht. Akrisios ließ Danaë und Perseus in einem Kasten oder Korb (Arche) auf dem Meer aussetzen. Zeus verhinderte mit Hilfe Poseidons jedoch, dass beide umkamen.
Es wird auch erzählt, dass Danaë von Proitos verführt worden war. Mit Proitos hatte Akrisios schon im Mutterleib im Kampf gelegen. Später kämpften sie um das Erbe des Abas, wobei die Schlacht unentschieden ausfiel. Eine andere Version sagt, dass Proitos zunächst besiegt wurde und nach Kleinasien ging und mit Hilfe seines Schwiegervaters und einer Armee wieder zurückkehrte – wobei auch in diesem Fall die Schlacht unentschieden verlief. Die beiden teilten sich schließlich das Reich. Akrisios bekam Argos und Umgebung, Proitos Tiryns und den Rest des Landes.

## Die Erfüllung des Orakels
Der Spruch des Orakels erfüllte sich Jahre später, als Perseus auf der Heimreise von seinen Abenteuern in Larisa versehentlich den Großvater Akrisios während eines Kampfspieles mit einem Diskus traf. Er wird von Perseus in tiefer Trauer begraben, Perseus selbst gibt alle gewonnenen magischen Gegenstände an die Götter zurück.
Nach einer anderen Version hatte aber Polydektes Danaë auf Seriphos geheiratet. Akrisios versuchte nun, Perseus dort eigenhändig zu töten, wurde jedoch von Polydektes daran gehindert. Dieser ließ nun alle – edelmütiger, als wir ihn aus den anderen Erzählungen kennen! – schwören, dass keiner jemals wieder das Leben des anderen bedrohen solle. Ein Sturm verhinderte allerdings die Abfahrt des Akrisios. Polydektes starb, und während der Begräbnisfeierlichkeiten warf Perseus diesen Diskus, der Akrisios auch hier zufällig tötete.
Eine dritte Variante erzählt, dass Perseus seinen Großvater sehen wollte und nach Argos reiste. Als Akrisios dies erfuhr, flüchtete er zu König Teutamidos von Larisa. Teutamidos verstarb jedoch und bei der Totenfeier wurde ein Fünfkampf veranstaltet, an dem auch Perseus teilnahm. Beim Diskuswerfen traf er jedoch versehentlich Akrisios am Fuß, der an dieser Verletzung starb.
Akrisios soll auch die Amphiktyonie von Delphi geordnet und bestimmt haben, welche Städte an den Versammlungen teilnehmen durften. Vergil nennt ihn einen Ahnen des Turnus.